# سوزان ماكينا-لولور
سوزان ماكينا-لولور، فيزيائية فلكية أيرلندية. كانت أستاذة في الفيزياء التجريبية في جامعة ماينوث

## النشأة والمهنة
ولدت سوزان في دبلن في 3 مارس 1935. درست الفيزياء التجريبية في كلية دبلن الجامعية.
كتبت ماكينا لولور مقالة بحثية بعنوان «علم الفلك في أيرلندا منذ 1780» لمجلة فيستاس في الفلك عام 1968.
كانت ماكينا-لولور محققة رئيسية في تجربة حول مهمة جيوتو(سابر) التابعة لوكالة الفضاء الأوروبية. عام 1986، أنشأت شركة لأجهزة الفضاء أسمتها «شركة أيرلندا المحدودة لتكنولوجيا الفضاء» بالتشارك مع الممول ورجل الأعمال ديرمونت ديزموند. صنّعت الشركة أدوات للبعثات الفضائية كانت ماكينا العضو المنتدب فيها.
قادت ماكين-لولور فريقاً دولياً من العلماء لبناء جهاز كشف عن الجسيمات قادرٌ على الكشف عن الطاقات التي تتراوح بين 30 كيلوإلكترون فولت حتى عدة ميغاإلكترون فولت لصالح المركبات الفضائية لبرنامج فوبوس التابع للاتحاد السوفيتي عام 1988. بسبب نجاح هذا الجهاز، طلب منها العلماء السوفييت المساهمة في صنع جهاز شبيه لصالح مهمة المريخ عام 1994.
طورت ماكينا-لولور أدوات لرصد الرياح الشمسية على سطح المريخ لبعثة مارس إكسبريس
صممت الشركة نظام الدعم الكهربائي الداخلي لمركبة الفضاء روزيتا. كما مثلت ماكينا-لولور أيرلندا في المجلس التوجيهي لوحدة الهبوط فيلة (مسبار) في مركبة روزيتا، والتي لامست المذنب تشوريوموف-جيراسيمنكو.
ألفت ماكينا-لولور كتاباً عام 1998 بعنوان «كل ما يلمع يجب أن يراقب». كانت عضوة في مجلس الشيوخ في الجامعة الوطنية وسلطة الحكم في جامعة ماينوث.
فازت ماكينا-لولور بجائزة فائمة أشخاص العام عام 1986. وانتخبت لعضوية الأكاديمية الدولية للملاحة الفضائية، وتسلمت عام 2005 دكتوراة فخرية من جامعة أولستير لمساهماتها العامة في الفيزياء الفلكية.

## وصلات خارجية
- ماكينا لولور في جامعة ماينوث